# Bärweiler
Ne doit pas être confondu avec Barweiler.
Bärweiler est une municipalité allemande située dans le land de Rhénanie-Palatinat et l'arrondissement de Bad Kreuznach.